# 展望大道車站 (IRT白原路線)
展望大道車站（英語：Prospect Avenue station）是紐約地鐵IRT白原路線一個慢車地鐵站，位於布朗克斯展望大道及威斯徹斯特大道交界，設有2號線（任何時候停站）與5號線（任何時候停站（除繁忙時段的尖峰方向外））列車服務。

## 車站結構
| 月台層 | 側式月台 | 側式月台 |
| 月台層 | 北行慢車 | ← 往威克菲爾德-241街 (因特韋勒大道) ← 往伊斯徹斯特-代里大道 (因特韋勒大道)                                                                    |
| 月台層 | 尖峰快車 | ← 黃昏繁忙時段不停靠 ← 早上繁忙時段不停靠 →                                                                                                   |
| 月台層 | 南行慢車 | ← 經第七大道往夫拉特布什大道-布魯克林學院 (傑克遜大道) → ← 平日經萊辛頓大道往夫拉特布什大道-布魯克林學院， 黃昏/週末往滾球綠地 (傑克遜大道) → |
| 月台層 | 側式月台 | |
| Ground | 街道層   | 出入口 |

此高架車站於1904年11月26日作為IRT第二大道線的一部分，同時作為IRT第三大道線卑爾根大道繞道分支的一部分啟用，直至與IRT萊諾克斯大道線在傑克遜大道車站的連接於1905年7月10日啟用。此站於2006年翻新，設有兩個側式月台和三條軌道。中央快車軌道作為5號線列車尖峰時段尖峰方向使用。

## 外部連結
- nycsubway.org—IRT White Plains Road Line: Prospect Avenue
- nycsubway.org — Bronx, Four Seasons Artwork by Marina Tsesarskaya (2006) （页面存档备份，存于）
- Station reporter — 2 Train
- Station reporter — 5 Train
- The Subway Nut — Prospect Avenue Pictures （页面存档备份，存于）
- MTA's Arts For Transit — Prospect Avenue (IRT White Plains Road Line) （页面存档备份，存于）
- Prospect Avenue entrance from Google Maps Street View
- Platforms from Google Maps Street View